# Beiert (Hennef)
Beiert ist ein Ortsteil der Stadt Hennef (Sieg) im nordrhein-westfälischen Rhein-Sieg-Kreis in Deutschland. 

## Lage
Der Weiler liegt auf einer Höhe von 165 m ü. NHN an den Hängen des Westerwaldes, aber noch im Naturpark Bergisches Land. Nachbarorte sind im Osten der Weiler Ahrenbach, im Süden der Weiler Hahnenhardt im Westen, der Weiler Lescheid im Südwesten und Stadt Blankenberg im Norden.

## Geschichte
Nach einer Statistik aus dem Jahr 1885 lebten damals in Beiert 22 Einwohner in fünf Häusern.
1910 gab es in Beiert fünf Haushalte.
Bis zum 1. August 1969 gehörte die Ortschaft Beiert zur Gemeinde Uckerath. Im Rahmen der kommunalen Neugliederung des Raumes Bonn wurde Uckerath, damit auch der Ort Beiert, der damals neuen amtsfreien Gemeinde „Hennef (Sieg)“ zugeordnet.